# مشكلة المواصلات في المناطق الريفية

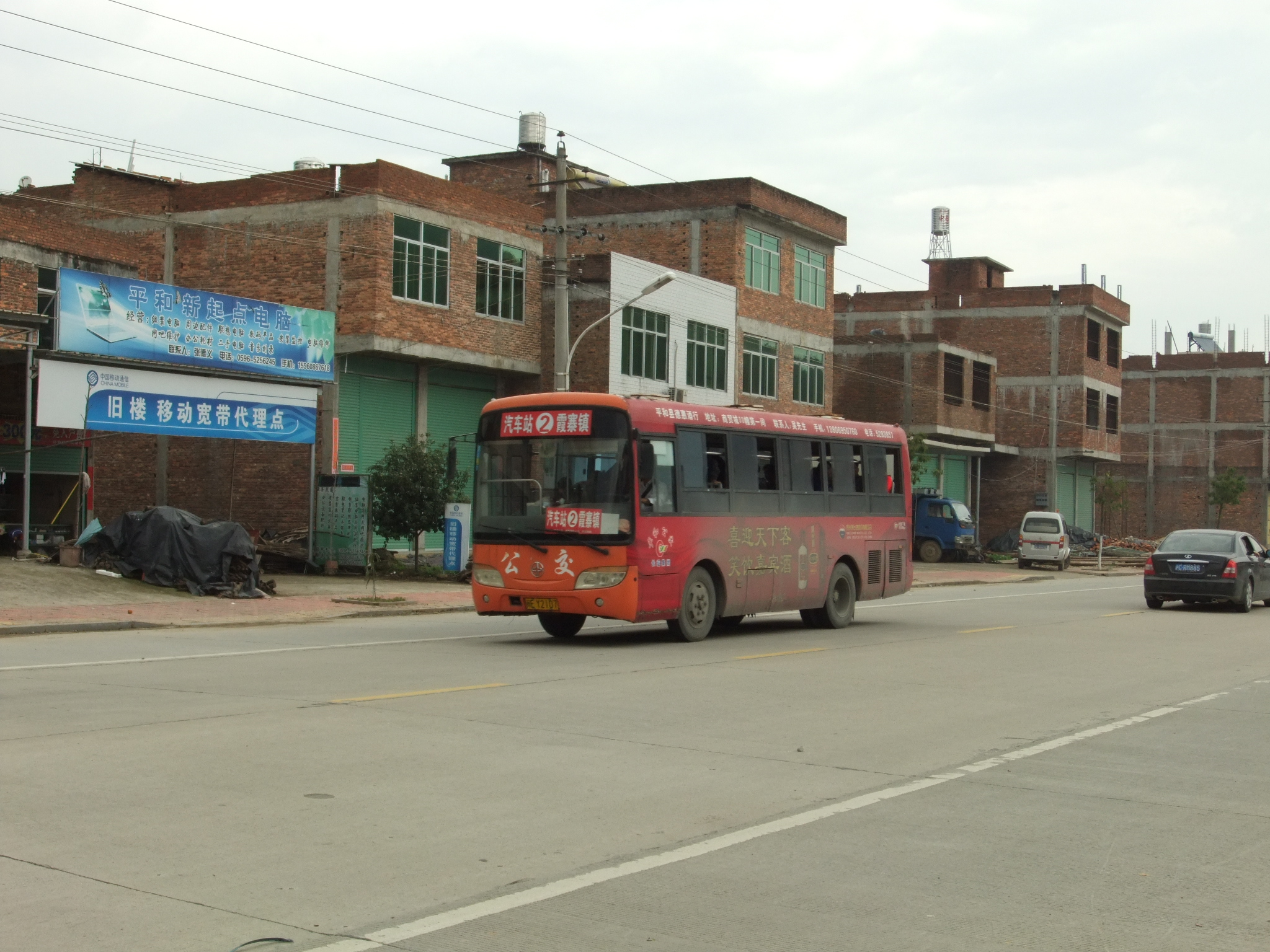
مقاطعة بينغ الأوتوبيس المحلي رقم 2 في رحلته التي تقام كل ساعة من مدينة زياهوزي إلى مدينة زيازاهي مرورًا بالعديد من القرى الموجودة في الطريق. مقاطعة فوجيان بالصين

تشير مشكلة المواصلات في المناطق الريفية إلى الصعوبات التي يمر بها الأشخاص في توفير روابط النقل إلى المجتمعات الريفية. يؤدي ضعف الكثافة السكانية في المناطق الريفية إلى زيادة صعوبة النقل العام القابل للنمو، على الرغم من أن الأشخاص الذين يعيشون في المناطق الريفية عادةً ما يحتاجون إلى طرق لنقل بضائعهم أكثر من سكان المناطق الحضرية. ويمكن أن تؤدي المستويات العالية من امتلاك السيارات إلى التقليل من حدة المشكلة، ولكن يلزم وجود وسائل للنقل العام لمجموعات ريفية معينة (الأطفال الصغار أو المسنون أو الفقراء). قد يؤدي زيادة نسبة امتلاك السيارات إلى زيادة الضغط على شبكة النقل الريفية الحالية، مما يحث على تقليل الاعتماد على خدمة النقل العام، مما يؤدي بدوره إلى التشجيع على امتلاك السيارات بصورة أكبر، مما يؤدي إلى خلق حلقة مفرغة من انحدار خدمة النقل العام.

## كتابات أخرى
- Brian Hoyle and Richard Knowles, Modern Transport Geography, John Wiley and Sons, 2001